# Amiana
Amiana là một chi bướm đêm thuộc họ Noctuidae.

## Các loài
- Amiana niama Dyar, 1904